# 彈彈堂
《彈彈堂》是一個射擊對戰的網頁遊戲(也有手機版，只是稍有不同)。在遊戲中玩家可以強化進階武器、衣服、帽子、副手，也可到遠征碼頭打怪，提升自己的等級。另外也在戰鬥中增加了寵物和聖靈，讓玩家體驗更豐富有趣的遊戲。

## 玩法
玩家需要在遊戲大廳中加入一個房間并以“殲滅對方”為勝利目標進行遊戲。遊戲房間包括自由戰、公會戰和挑戰賽等模式。此外玩家還可以參加“遠征碼頭”模式，擊敗怪物并闖過多個關卡還有機會獲得稀有裝備。
除了戰鬥外，遊戲還有各種社交模塊，玩家可以通過不同模塊進行交友或虛擬結婚等。另外玩家還可以加入遊戲公會。在公会中会有多个玩家聚集，而每个公会又都有自己的设施，如公会商城等。玩家达到17級时即可通过消费金币跟少部分點卷创建公会。
遊戲中的道具可通過購買、擊敗怪物或是完成遊戲任務獲得。同時玩家可以到“鐵匠鋪”強化裝備的等級和屬性，升級強化只需累積強化經驗值。
遊戲有多個功能，但多數功能只有當玩家達到一定等級的玩家才能使用。

## 官網
http://ddt.61.com.tw/main_index.php （页面存档备份，存于）